# Frédéric Dubourdieu
Frédéric Alexandre Dubourdieu (ur. 31 grudnia 1879 w Paryżu, zm. 13 maja 1944 tamże) – francuski szermierz, członek francuskiej drużyny olimpijskiej w 1908 oraz 1920 roku.